# Ancistrus triradiatus
Az Ancistrus triradiatus a sugarasúszójú halak (Actinopterygii) osztályának harcsaalakúak (Siluriformes) rendjébe, ezen belül a tepsifejűharcsa-félék (Loricariidae) családjába tartozó faj.

## Előfordulása

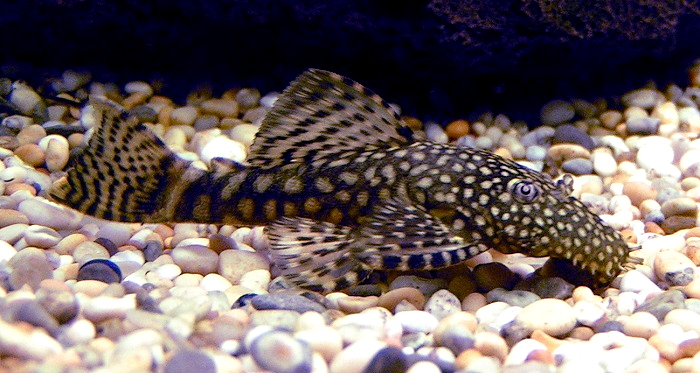
Hím Ancistrus triradiatus egy akváriumban

Az Ancistrus triradiatus Dél-Amerikában fordul elő. Az elterjedési területe az Orinoco folyó középső és alsó szakaszába ömlő mellékfolyók, valamint a Valencia-tó és annak környéke, a Los Guayos folyómedence és a Maracaibo-tó déli részén beömlő folyók.

## Megjelenése
Ez a tepsifejűharcsafaj legfeljebb 9,2 centiméter hosszú. Sötét testét számos sárgás petty díszíti. A tapogatónyúlványai rövidek.

## Életmódja
A trópusi édesvizeket kedveli. A 24-28 Celsius-fokos hőmérsékletű vízben érzi jól magát. Az Ancistrus triradiatus, mint a többi algaevő harcsafaj, a víz fenekén él és keresi meg a táplálékát.